# Посольство США в Южном Судане
Посольство Соединённых Штатов Америки в Южном Судане (англ. Embassy of the United States in South Sudan) — дипломатическая миссия Соединённых Штатов Америки в Южном Судане. Посольство находится в столице Южного Судана, городе Джубе.

## История
Дипломатическая миссия США в Джубе была открыта в 2005 году в качестве генерального консульства и агентства США по международному развитию.
9 июля 2011 года, после обретения независимости Южным Суданом генеральное консульство США в Джубе было преобразовано в полноценное посольство в знак признания независимости. Главой дипмиссии стал временный поверенный Р. Барри Уолкли, который находился на посту до назначения посла Сьюзан Пейдж в декабре 2011 года.
Посольство США в Джубе включает в себя: отдел по связям с общественностью, миссии Агентства США по международному развитию и Бюро по международным делам о наркотиках и охране правопорядка.

## Послы
- Р. Барри Уолкли в.п. (2011)
- Сьюзан Пейдж (2011—2015)
- Мэри Кэтрин Фи (2015—2017)
- Майкл Морроу в.п. (2017—2018)
- Томас Хушек (2018—2020)
- Джон Ф. Данилович в.п. (2020—2021)
- Ларри Андре-младший в.п. (2021)
- Дэвид Ренц в.п. (2021—2022)
- Уильям Фленс в.п. (2022)
- Майкл Адлер (2022 — наст. время)